# Baga Manduri jezik
Baga Manduri jezik (ISO 639-3: bmd; baka, maduri, mandari, mandore, mandori, manduri), nigersko-kongoanski jezik kojim govori oko 4 000 ljudi na otocima delte rijeke Nunez u Gvineji; okolina grada Dobale. jedan je od 7 baga jezika, šira skupina temne.
Srodni su mu jezici landoma [ldm], themne [tem]; u upotrebi je i jezik susu [sus].

## Vanjske poveznice
- Ethnologue (14th)
- Ethnologue (15th)